# Strada statale 23 del Colle di Sestriere
La strada regionale 23 del Colle di Sestriere (ex strada statale 23 del Colle di Sestriere) (SS 23) o (SR23) è una strada provinciale italiana di notevole importanza. È stata realizzata in epoca napoleonica, precisamente nel 1814.

## Percorso
Inizia a Torino, nel centro della città di: corso Filippo Turati e corso Unione Sovietica.
Il tracciato è pianeggiante e scorrevole e tocca i comuni di Airasca, Riva di Pinerolo e Pinerolo. Arrivati a riva di Pinerolo la strada statale riceve una rotonda che proviene dall'autostrada del Pinerolese in cui seguito giunge dall'altra parte della tangenziale.
L'abitato di Pinerolo viene toccato dal centro città che forma insieme alla  strada statale 589 dei Laghi di Avigliana. 
In occasione delle Olimpiadi di Torino 2006 è stato costruito un ulteriore tratto di variante, per evitare l'attraversamento dell'abitato di Porte, costituito prevalentemente da gallerie e viadotti. Anche l'abitato di Villar Perosa viene aggirato tramite un tratto in variante, che consente di raggiungere anche il comune di San Germano Chisone, e possiede un chilometraggio a parte, che inizia dove la strada si dipana e termina dove si ricongiunge, procedendo in senso crescente nella direzione della montagna. Tali tratti sono denominati rispettivamente come variante 1 e variante 2 della SR 23.
Oltrepassata Villar Perosa ed i centri di Dubbione, Pinasca la strada ritorna unica, corrispondente alla sede "storica", e diventa più tortuosa, iniziando la risalita verso la Valle del Chisone, dove tocca i centri di Perosa Argentina, Roure, Villaretto e Fenestrelle, costeggiando l'omonimo Forte ed arrivando a quota 1154 m s.l.m. Prosegue attraversando Usseaux, Fraisse, Pragelato, che si trova a 1521 m s.l.m., fino ad arrivare al Colle di Sestriere. Superata la famosa località sciistica, la strada prosegue in discesa sul versante valsusino, fino ad arrivare a Cesana Torinese, dove si immette sulla strada statale 24 del Monginevro.
Fra il 1882 ed il 1968 la strada fu interessata dalla presenza del binario della tranvia Pinerolo-Perosa Argentina. Gestita da una società legata a Gianni Agnelli, tale tranvia presentava diversi stabilimenti raccordati che generavano un significativo traffico di merci. L'impianto fu smantellato anche per consentire l'allargamento della strada, in un periodo in cui gli investimenti nel trasporto su gomma erano privilegiati rispetto a quelli per ferrovie e tranvie.

## Avvenimenti recenti
In seguito al decreto legislativo n. 112 del 1998, dal 2001, la gestione è passata dall'ANAS alla Regione Piemonte, che ha ulteriormente devoluto le competenze alla Provincia di Torino; la strada venne quindi classificata come regionale con il nome di strada regionale 23 del Colle di Sestriere (SR 23).
Infine, nel 2008, con la legge regionale Piemonte 6 agosto 2007 n. 19 (BUR 9/8/2007 n. 32) e la conseguente soppressione dell'ARES (Agenzia Regionale Strade) di cui faceva parte, venne infine classificata come strada provinciale con il nome di strada provinciale 23 del Colle di Sestriere (SP 23R).

## Conteggio chilometri
Il conteggio dei chilometri inizia dal centro della città di Torino, in Corso Filippo Turati. In città tuttavia il conteggio non è riportato: il primo cartello chilometrico si trova infatti presso il km 12, in località Stupinigi (comune di Nichelino), sulla rotonda che circonda la Palazzina di Caccia di Stupinigi.
Anche se la strada e della SP143 che congiunge su Via Vinovo.

## Chiusura tratto Stupinigi - Candiolo
Dal gennaio del 2010 è stato chiuso al traffico il tratto Stupinigi - Candiolo della statale 23, per unire di nuovo le due sezioni del parco naturale di Stupinigi, fino a quel momento divise dall'importante arteria stradale. Così la strada è divisa in due tronchi: il primo, da Torino (zona Porta Nuova) fino a Stupinigi; il secondo da Candiolo, fino a Cesana Torinese. I due tronchi sono stati uniti da una variante che partendo dalla palazzina di Stupinigi costeggia lato ovest i confini del parco naturale e lato est la zona degli ippodromi nel comune di Vinovo, fino a ricollegarsi al secondo tronco in prossimità dell'IRCC di Candiolo.

## Storia
Dal punto di vista delle vicende storiche la strada può essere suddivisa in tre tronchi:
- da Torino a Pinerolo
- da Pinerolo a Fenestrelle
- da Fenestrelle a Cesana

La strada che conduce da Pinerolo a Fenestrelle fu resa carreggiabile verso l’anno 1760, sotto il regno di Carlo Emanuele III.
La tratta da Torino a Pinerolo fu costruita ex novo nel 1766 con un tracciato regolare ed allineato passante per Nichelino, Candiolo, None, Airasca e Terre di Riva (fino ad allora la rotta da Pinerolo a Torino era per Orbassano).
Dopo l’annessione del Regno di Sardegna alla Francia in epoca Napoleonica, l’intera strada, la Route de Turin à Fénestrelles et Briancon par Pignerol, le Col del Sestrière e Cézane, è inserita fra le strade à la charge du Trésor public.
Il percorso inizia alla diramazione della strada N. 95 (de Turin a Nice par le Col de Tende) au pont de Sangone pres la borne milliaire N. 3 e termina jusqu’a la rencontre avec celle N. 94 a Cesane (d’Espagne en Italie par le Col du Mont Genevre).
Inizialmente solo il tratto da Torino a Fenestrelle era carrozzabile mentre da Fenestrelle a Cesana era praticable seulement aux mulets.
Sotto l’impulso di Napoleone viene realizzata la strada del Monginevro, da Pinerolo per il Colle del Sestrières (2012 m s/m) a Cesana; da qui risale al Colle del Monginevro (1854 m s/m) e ridiscende nel Delfinato, per l’altro lato da Cesana scende a Oulx. Complessivamente 98 km con una larghezza fino a 6 m.

I primi progetti sembrano risalire al 1805, ufficializzati poi il 26 novembre 1807 attraverso la firma del decreto che sancì la fattibilità dei lavori. La maggior parte delle opere vengono in realtà effettuate negli anni tra il 1810 e il 1813. 
In particolare, tra Mentoulles e Laux, la strada vecchia collocata sul versante a nord e sempre di difficile percorrenza nei mesi invernali a causa del ghiaccio, viene rifatta sul versante sinistro. A valle di Fenestrelle venne tagliata la roccia sotte le fortificazioni del San Carlo in località Vir del roc. 
Dove la natura dei luoghi lo permette, la carreggiata raggiunge i cinque metri di larghezza.
Nel 1811 Napoleone emana il decreto che crea e organizza la nuova rete viaria dell’impero. 
La strada da Cesana a Pinerolo entra a far parte della Route Impériale di terza classe N. 110 De Grénoble à Savone par Briançon, che da Pinerolo prosegue per Cavour, Saluzzo, Mondovì, Cuneo e Ceva.
Quasi terminata la nuova strada carrozzabile da Fenestrelle al Monginevro, nel 1814 Napoleone viene sconfitto e costretto ad abdicare. A seguito del Congresso di Vienna viene stabilita la clausola che ne vietava non solo l’ultimazione, ma l’uso, la manutenzione ed infine si prescriveva che dovesse guastarsi e tenerla rotta per modo che non si potesse carreggiare.
Nel 1817 la strada da Pinerolo a Fenestrelle abbisogna di diversi lavori di manutenzione che inizialmente vengono assegnati ai comuni. In seguito alle rimostranze delle comunità locali, il 29 maggio dello stesso anno con regie patenti  si riconferma la via come reale e quindi le spese del suo mantenimento ritornano ad essere sostenute dall’erario.

La strada da Torino a Pinerolo (per Nichelino, Candiolo e None) viene dichiarata provinciale dal Consiglio Superiore D’Acque e Strade nel 9 dicembre 1823.
A metà degli anni quaranta si riaccende l’attenzione del governo per il potenziamento della rete viaria verso la Francia attraverso il colle del Monginevro.
Così il Re Carlo Alberto ordina la risistemazione della strada che dal Monginevro passa per il colle del Sestrieres e scende in Val Chisone.
Il 5 luglio 1848 è presentata al parlamento una petizione a firma di 300 proprietari della provincia di Pinerolo e particolarmente delle valli che stanno fra Pinerolo e i confini nostri col Delfinato affinché fosse riaperta la strada napoleonica e fosse dichiarata reale.
La petizione viene discussa in parlamento il 27 dicembre 1848 e il 28 febbraio 1849. Nelle relazioni dei dibattiti parlamentari si afferma che il Governo fece eseguire molte riparazioni attorno a quella strada, anzi la ridusse ad uno stato di sufficiente viabilità, nel che non trovò difficoltà, imperciocché i muri di sostegno ed una gran parte delle opere d’arte erano in buonissima condizione, tanto era stato soda la costruzione primitiva, e non si dovette perciò che riempiere qualche cavità cagionata dal corso delle acque, e sgombrare il suolo della strada dalle terre e dai massi recati dalle frane.
E ancora:
La prima delle domande dei petizionari già sarebbe in buona parte compiuta, e dietro un progetto dell’ingegnere della provincia di Pinerolo, e sotto la sua direzione già sarebbersi condotte a buon punto le opere necessarie di riparazione a quella strada.
Al contempo vengono eseguiti interventi anche per la strada che scendeva in Val di Susa.

A seguire con Regio Decreto 17 aprile 1849 alla strada da Fenestrelle a Cesana e Monginevro viene assegnato lo status di strada provinciale.
Nel 1855 in parlamento si discute un progetto di legge per una nuova classificazione delle strade in terraferma. A più riprese i deputati della Provincia di Pinerolo sostengono la necessità di classificare la tratta da Fenestrelle a Cesana come strada reale, in contrapposizione con l’analoga proposta di classificazione della strada da Susa per Oulx e Cesana al Monginevro, la quale viene preferita dal Governo Cavour e infine dal voto del Parlamento. 

Dopo la proclamazione nel 1861 del Regno d’Italia, nel 1865 viene stabilita una nuova la classificazione delle strade, con la quale le strade di rango primario mutano la denominazione da strade reali a strade nazionali e viene stabilito che non potesse esservi strada nazionale fra due punti del territorio che fossero collegati da una ferrovia.
A seguire è pubblicato l’elenco delle 38 strade nazionali, che non comprende più la ex strada reale da Pinerolo a Fenestrelle, mentre sono presenti le due strade da Susa in Francia per il Moncenisio (N. 11) e per il Monginevro (N.12).
Nel 1867 è pubblicato l’elenco delle strade provinciali di Torino, nel quale la tratta da Torino a Pinerolo assume il n. 4, mentre le tratte Pinerolo-Fenestrelle-Cesana formano la strada provinciale n. 21.
Nel 1870 la tratta dalla stazione ferroviaria di Pinerolo al forte di Fenestrelle recupera il rango primario e assume la denominazione di Strada Nazionale n. 8 bis.
La tratta da Fenestrelle a Cesana diventa nazionale nel 1883 e l’anno successivo, allorché fu rivisto l’elenco delle strade nazionali del Regno che diventano 90, l’intero percorso da Pinerolo a Cesana è denominato strada nazionale n. 26.
L’elenco delle strade nazionali è nuovamente rivisto nel 1911, con l’accorpamento di alcune strade che in tutto diventarono 84: anche la strada n. 26 da Pinerolo per Fenestrelle a Cesana viene accorpata con la nazionale n. 25 (dalla stazione ferroviaria di Oulx al confine francese sul Monginevro) e assume la nuova numerazione N. 19.
La tratta da Torino a Pinerolo è trasformata in strada nazionale nel 1923 e così l’intera strada da Torino a Cesana diventa la strada nazionale n. 40 del Colle del Sestrières.
A seguito dell’istituzione dell'Azienda autonoma statale della strada avvenuta nel 1928, la numerazione viene infine mutata in SS N. 23 del Colle di Sestrières. Il percorso della strada era: Bivio con la N. 10 Padana Inferiore presso il Sangone - Pinerolo - Colle di Sestrières - Cesana.
Nel biennio 1933-1934 fu realizzata una nuova strada che partiva dal Castello di Stupinigi e si allacciava con la Statale ad ovest dell’abitato di None. Era lunga 9 km, i primi tre e mezzo dei quali sorsero sul sedime di una pista automobilistica di prova costruita dalla Fiat nel 1928 e quindi non più utilizzata, e prevedeva la costruzione di un ponte sul torrente Chisola e due cavalcavia nei pressi di None per il superamento della Ferrovia Torino-Pinerolo e il torrente del Mulino. Questa strada costituiva il prolungamento del viale che dalla stazione di Porta Nuova portava al Castello di Stupinigi e consentiva di realizzare una nuova arteria direttrice dal centro di Torino, in alternativa al tracciato lungo Via Nizza (oggi strada provinciale 140 nel tratto fuori città) e consentiva di evitare l’attraversamento dei centri di Nichelino, Candiolo e None.
Questo tracciato diventerà poi parte della strada nazionale in sostituzione del precedente percorso originario dal Bivio con la SS N. 10 presso il Sangone a None.
Nel 1973 fu inaugurata la circonvallazione di Pinerolo di 10 km, che inizia prima dell’abitato di Riva ad est e termina dopo Abbadia Alpina.